# Convenio Complementario del 6 de junio de 1860
El Convenio Complementario del 6 de junio de 1860, o Convenio de Unión, fue un tratado firmado entre la Confederación Argentina y el Estado de Buenos Aires como complemento del Pacto de San José de Flores firmado el año anterior. El convenio fue realizado para detallar los pasos que ambos estados debían realizar para concretar la unidad nacional acordada en el pacto principal. Entre las clásusulas principales se encuentran aquellas necesarias para reunir la Convención Nacional Ad Hoc que realizaría pocos meses después la reforma constitucional de 1860 e importantes acuerdos sobre la renta de la aduana de Buenos Aires y el intercambio comercial entre esa provincia y la Confederación. 
El Pacto de San José de Flores y el Convenio Complementario del 6 de junio de 1860, fueron ejecutados el 25 de septiembre de dicho año, al realizarse la reforma constitucional de 1860, ratificada por Buenos Aires el 21 de octubre del mismo año. En 1861 una nueva guerra entre la Confederación Argentina y el Estado de Buenos Aires, finalizó con la victoria de los porteños en la Batalla de Pavón del 17 de septiembre, causando el derrocamiento de las autoridades nacionales y la toma de facto del poder de la Confederación, por el hasta ese momento gobernador del Estado de Buenos Aires, reunificándose así ambos estados definitivamente. 

## Separación y guerra entre Buenos Aires y las demás provincias
Las provincias argentinas habían estado virtualmente en guerra desde que iniciaron su independencia de España en la década de 1810, enfrentadas por el tipo de organización que debía tener la nueva nación. Los caudillos provinciales y las masas gauchas tendían a formar una federación de provincias y se nucleaban en el Partido Federal. Del otro lado, las clases altas de Buenos Aires, llamadas porteñas porque controlaban el único puerto de importancia que tenía el país y su aduana, pretendían un Estado unitario, sin autonomías internas, y se nucleaban en el Partido Unitario.
El enfrentamiento había impedido sancionar una constitución y organizar el país durante más de cuarenta años, hasta que en 1852 la provincia de Buenos Aires al mando de Juan Manuel de Rosas fue derrotada por la provincia de Entre Ríos al mando de Justo José de Urquiza en la batalla de Caseros.
El resultado inmediato de la batalla fue el Acuerdo de San Nicolás en 1852, comprometiéndose a sancionar una constitución que se concretó al año siguiente con la Constitución de 1853, adoptando la organización federal del país, estableciendo la autonomía de las provincias, la capital en la ciudad de Buenos Aires y la nacionalización de los ingresos aduaneros (derechos de exportación e importación), de modo tal que fueran compartidos por todo el país.

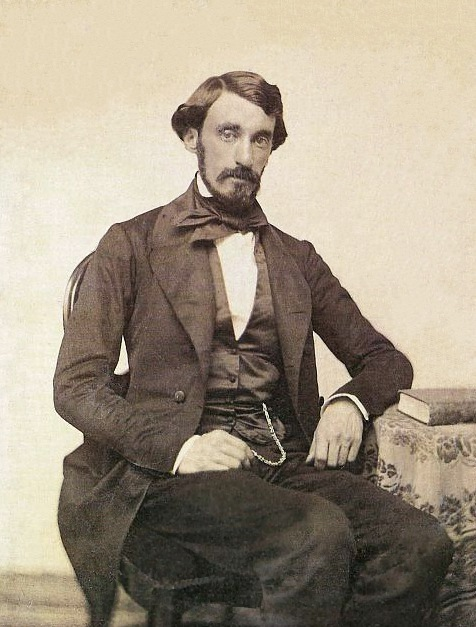
Daguerrotipo del coronel Bartolomé Mitre en la época del Estado de Buenos Aires. Luego de la caída de Rosas y la derrota de la provincia de Buenos Aires a manos de las fuerzas federales de Justo José de Urquiza, Mitre se afirmó como uno de los líderes de Partido Unitario, para recuperar el poder de los porteños sobre el resto del país. La reforma constitucional de 1860 expresó el triunfo del mitrismo, como era denominado en ese entonces.

Pero la provincia de Buenos Aires volvió a rebelarse. El 11 de septiembre de 1852, los grupos unitarios contrarios al Acuerdo de San Nicolás, dieron un golpe de Estado, desalojando del poder al propio Urquiza. El gobierno de la provincia pasó entonces al Partido Unitario liderado por Valentín Alsina y Bartolomé Mitre -quienes liderarían las dos alas del partido-, mientras que el gobierno nacional fracasó en su intento de reprimir la rebelión. 
El resultado fue que la provincia de Buenos Aires no integró el grupo de provincias que aprobaron la Constitución de 1853, manteniéndose al margen de la federación, aunque sin declarar su independencia. Mientras tanto las restantes trece provincias organizaron la Confederación Argentina de acuerdo al texto constitucional y constituyeron los poderes ejecutivo y legislativo, siendo elegido Urquiza como primer presidente en 1854.
En Buenos Aires la gobernación fue tomada por Alsina, líder del ala "localista", partidaria de declarar la independencia de la provincia y formar una nueva nación. La otra ala, denominada "nacionalista", fue liderada por Mitre y tenía como fin reorganizar la Argentina, pero esta vez bajo el liderazgo de Buenos Aires.
La tensa convivencia entre la Confederación Argentina y las trece provincias que la integraban, por un lado, y el Estado de Buenos Aires por el otro lado, condujo a una nueva guerra entre ambos bandos que se definió en la Batalla de Cepeda del 23 de octubre de 1859, en el que las fuerzas confederadas derrotaron a la provincia de Buenos Aires. Como resultado de la misma y pese a la resistencia de Alsina que se vio forzado a renunciar como gobernador, la Confederación Argentina y la Provincia de Buenos Aires firmaron el Pacto de San José de Flores el 11 de noviembre de 1859.

## Pacto de San José de Flores
El Pacto de San José de Flores ha sido muy debatido en la historiografía argentina, debido al hecho el ejército victorioso de la Confederación Argentina, comandado por de que Justo José de Urquiza y acampado en las afueras de la Ciudad de Buenos Aires en condiciones de tomar la misma sin resistencia, en lugar de exigir una rendición incondicional del Estado de Buenos Aires, aceptó acordar un pacto que le reconocía importantes beneficios a Buenos Aires, a cambio de su reingreso a la Confederación. Sus principales cláusulas establecieron:
- Buenos Aires se declaraba parte integrante de la Confederación Argentina.
- Buenos Aires podría proponer reformas a la Constitución de 1853, elaboradas por una convención provincial y tratadas por una Convención Nacional Constituyente.
- El territorio de Buenos Aires no podría ser dividido sin el consentimiento de su legislatura (derogando implícitamente la Constitución de 1853 que disponía la federalización de la ciudad de Buenos Aires).
- La provincia de Buenos Aires conservaba todas sus propiedades y edificios públicos, con excepción de la Aduana, que pasaba a ser propiedad de la Nación -como disponía la Constitución de 1853-, pero a su vez el Estado federal se comprometía a garantizar que el presupuesto porteño de 1859, no se redujera durante un plazo de cinco años.

La batalla de Cepeda debilitó al alsinismo en el poder de la provincia y fortaleció al mitrismo, llevando al propio Mitre a la gobernación de la provincia el 3 de mayo de 1860. Pocos meses después, en cumplimiento del Pacto de San José de Flores, se realizó la reforma constitucional de 1860, con el fin de incorporar la provincia de Buenos Aires a la federación establecida por la Constitución de 1853.
La guerra entre porteños y el resto de las provincias sin embargo no finalizaría allí y tendría una segunda fase luego de sancionada la reforma constitucional, que tendría su desenlace con el triunfo porteño en la Batalla de Pavón del  17 de septiembre de 1861, el derrocamiento de las autoridades nacionales y la toma del poder de facto por Bartolomé Mitre, desde donde organizó las elecciones que lo llevaron a ser presidente constitucional en 1862.

## Proceso de reforma constitucional de 1860
El Pacto de San José de Flores había autorizado al Estado de Buenos Aires a proponer reformas a la Constitución de 1853, mediante una convención provincial elegida a tal efecto. La Convención Provincial Revisora se reunió el 3 de enero de 1860 y finalizó su tarea el 12 de mayo de 1860.
En ese momento era necesario implementar los detalles sobre cómo continuaría el proceso de reforma de la Constitución, así como ajustar detalles sobre el status quo en que se encontraba la tensa relación entre la Confederación Argentina y el Estado de Buenos Aires, que al año siguiente volverían a entrar en guerra. Para ello se reunieron representantes de ambos bandos, que negociaron y acordar el texto del Convenio Complementario que sería firmado el 6 de junio de 1860.

## Convenio Complementario del 6 de junio
Los negociadores enviados por las partes fueron: por la Confederación Argentina, el ministro de Guerra y Marina Benjamín Victorica y el diputado nacional Daniel Aráoz; y por Buenos Aires, Dalmacio Vélez Sársfield, uno de los miembros de la Comisión Examinadora de la Convención Provincial Revisora, que elaboró el proyecto de reforma constitucional.
Luego de tensas negociaciones ambos estados llegaron a un acuerdo y elaborar el siguiente Convenio:
- Los artículos 1 a 9 están destinados a establecer el cronograma, los actos electorales y los pasos procesales necesarios para realizar la Convención Nacional Constituyente Ad Hoc que debería examinar el proyecto de reforma propuesto por Buenos Aires. Se estableció que la Convención iniciaría sus sesiones en la ciudad de Santa Fe, un mes después de realizadas las elecciones y finalizaría su tarea, también en un mes.
- Una vez finalizada la Convención Nacional, establecía que a los quince días el gobierno de Buenos Aires debía promulgar y jurar la Constitución Nacional (art. 10).
- Inmediatamente después los diputados y senadores nacionales que le correspondían a Buenos Aires, tomarían su cargo en el Congreso Nacional, que para ello sería convocado a sesiones extraordinarias (art. 11).
- Con respecto a la Aduana de Buenos Aires y sus rentas, que aportaban el 80% de los ingresos del Estado,[3] ambas partes acordaron que la Aduana y sus rentas quedaran en poder de Buenos Aires (art. 12), y que Buenos Aires aportara al tesoro de la Confederación un millón y medio de pesos (art. 14).
- Se aclara que las relaciones exteriores ya estaban a cargo de la Confederación Argentina en virtud del Pacto de San José de Flores, desde el 11 de noviembre de 1859 (art. 13).
- Los restantes artículos (15 a 18) tratan cuestiones relacionadas con la defensa de la frontera con las naciones indígenas del sur (art. 15), la continuidad de las leyes aduaneras vigentes con el compromiso de sancionar a la brevedad una legislación uniforme (art. 16), la libertad de comercio entre Buenos Aires y la Confederación Argentina sin aranceles (art. 17), el compromiso de utilizar papel moneda en las aduanas (art. 18).

El convenio fue firmado el 6 vde junio de 1860 por Dalmacio V. Sársfield, Benjamín Victorica y Daniel Aráoz, así como por Vicente G. Quesada, y José M. Cantilo, como secretarios. Dos días después fue elevado para su ratificación por el Congreso Nacional, refrendado por el presidente Santiago Derqui y todos sus ministros. Al día siguiente fue aprobado por el Congreso Nacional.